# Gasteracantha recurva
Gasteracantha recurva là một loài nhện trong họ Araneidae.
Loài này thuộc chi Gasteracantha. Gasteracantha recurva được Eugène Simon miêu tả năm 1877.